# مينجاشيفير
مينجا تشيفير (بالإنجليزية: Mingachevir)‏ هي مدينة تتبع أذربيجان . بلغ عدد سكانها 98800 نسمة تبلغ مساحتها 47 كيلومتر مربع . ورمزها البريدي هو AZ 4500 .

## المناخ
يظهر الجدول التالي التغييرات المناخية على مدار السنة لمينجاشيفير:
| البيانات المناخية لـمينجاشيفير    | البيانات المناخية لـمينجاشيفير | البيانات المناخية لـمينجاشيفير | البيانات المناخية لـمينجاشيفير | البيانات المناخية لـمينجاشيفير | البيانات المناخية لـمينجاشيفير | البيانات المناخية لـمينجاشيفير | البيانات المناخية لـمينجاشيفير | البيانات المناخية لـمينجاشيفير | البيانات المناخية لـمينجاشيفير | البيانات المناخية لـمينجاشيفير | البيانات المناخية لـمينجاشيفير | البيانات المناخية لـمينجاشيفير | البيانات المناخية لـمينجاشيفير |
| الشهر                             | يناير                          | فبراير                         | مارس                           | أبريل                          | مايو                           | يونيو                          | يوليو                          | أغسطس                          | سبتمبر                         | أكتوبر                         | نوفمبر                         | ديسمبر                         | المعدل السنوي                  |
| --------------------------------- | ------------------------------ | ------------------------------ | ------------------------------ | ------------------------------ | ------------------------------ | ------------------------------ | ------------------------------ | ------------------------------ | ------------------------------ | ------------------------------ | ------------------------------ | ------------------------------ | ------------------------------ |
| متوسط درجة الحرارة الكبرى °م (°ف) | 7.1 (44.8)                     | 8.6 (47.5)                     | 12.9 (55.2)                    | 20.9 (69.6)                    | 26.0 (78.8)                    | 30.0 (86.0)                    | 33.9 (93.0)                    | 32.6 (90.7)                    | 28.4 (83.1)                    | 21.0 (69.8)                    | 14.4 (57.9)                    | 9.3 (48.7)                     | 20.4 (68.8)                    |
| متوسط درجة الحرارة الصغرى °م (°ف) | −4.0 (24.8)                    | −3.0 (26.6)                    | 4.0 (39.2)                     | 9.3 (48.7)                     | 14.2 (57.6)                    | 18.6 (65.5)                    | 21.6 (70.9)                    | 20.6 (69.1)                    | 17.0 (62.6)                    | 11.1 (52.0)                    | 6.2 (43.2)                     | 1.4 (34.5)                     | 9.8 (49.6)                     |
| الهطول مم (إنش)                   | 19 (0.7)                       | 25 (1.0)                       | 27 (1.1)                       | 39 (1.5)                       | 54 (2.1)                       | 49 (1.9)                       | 26 (1.0)                       | 27 (1.1)                       | 26 (1.0)                       | 53 (2.1)                       | 30 (1.2)                       | 22 (0.9)                       | 397 (15.6)                     |
| المصدر: Climate-Data.org          |                                |                                |                                |                                |                                |                                |                                |                                |                                |                                |                                |                                |                                |

## معرض صور

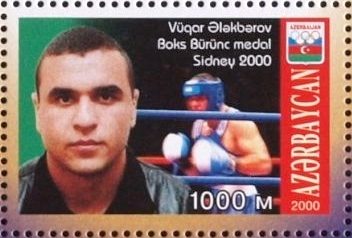
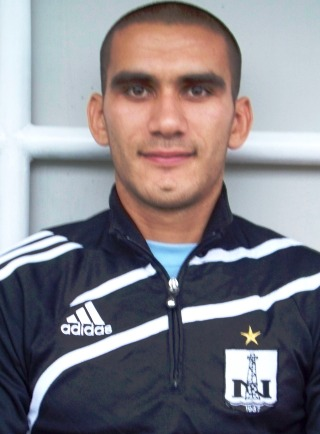
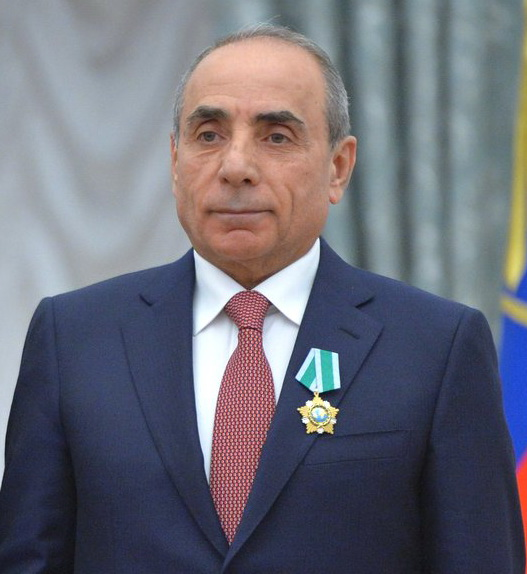

## توأمة
لمينجاشيفير اتفاقيات توأمة مع:
- تولياتي (سبتمبر 2005 - )

## أعلام
- ياقوب أيوبوف
- فوغار ألاكباروف